# Pulla

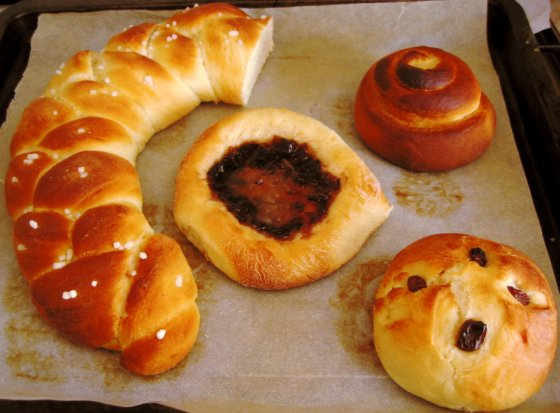
Chlebki pulla

Pulla to lekko słodki fiński chleb z kardamonem, czasami rodzynkami i migdałami. Ma kształt warkocza (pitko) formowanego z trzech lub więcej części ciasta. Warkocz bywa formowany w pierścień. Chleb jest polany roztopionym masłem i posypany cukrem lub migdałami. Innym typem są małe i okrągłe słodkości przypominające angielskie scones, ale z polewą z cukru i masła, oraz cynamonowe roladki korvapuusti. Mają one błyszczącą, brązową glazurę z białka jaj, mleka, cukru i kawy. Z kolei laskiaispulla to popielcowe ciastko nadziewane dżemem, bitą śmietaną lub pastą migdałową.
Pitko jest zazwyczaj podawane w cienkich plastrach z kawą lub przy specjalnych okazjach. Zazwyczaj małe Pulla serwowane są jako osobne danie. Porcja pulla z kawy jest bardzo powszechnie spożywana w Finlandii.
Pulla jest również popularna w Górnym Półwyspie i północnym Ontario, obszarach w Stanach Zjednoczonych i Kanadzie, o dużych mniejszościach fińskich. Jest tam również znany jako nisu, stare fińskie słowo, które nadal jest w użyciu w tym samym znaczeniu w niektórych dialektach, mimo pierwotnego znaczenia po prostu oznaczającego zboże